# Рассел, Эдуард, 3-й граф Бедфорд
Эдуард Рассел (англ. Edward Russell; 20 декабря 1572 — 3 мая 1627, Мур-Парк, Хартфордшир, Королевство Англия) — английский аристократ, 3-й граф Бедфорди 4-й барон Рассел с 1585 года. Участник восстания графа Эссекса.

## Биография
Эдуард Рассел был единственным сыном лорда Фрэнсиса Рассела и Джулианы Фостер, внуком 2-го графа Бедфорда. Он родился 20 декабря 1572 года, а в 1585 году потерял отца (тот погиб на шотландской границе). в том же году умер дед, так что Эдуард унаследовал графский титул и обширные семейные владения, которыми управляли сначала Уильям Сесил, а позже тётка юного графа Энн Дадли и её муж Амброуз Дадли, 3-й граф Уорик.
В 1601 году Рассел участвовал в восстании графа Эссекса. Он оказался в Тауэре и заявил, что не причастен к мятежу, но всё же был оштрафован на 10 тысяч фунтов. В 1613 году граф серьёзно пострадал, упав с лошади; по-видимому, он не оправился от последствий этого падения до конца жизни. Рассел умер 3 мая 1627 года в своём поместье Мур-Парк в Хартфордшире. Его похоронили в Бедфордской часовне в церкви святого Михаила в Ченисе (Бакингемшир).
Граф был женат с 1594 года на Люси Харингтон, дочери Джона Харингтона, 1-го барона Харингтона из Экстона, и Энн Келвей. Этот брак остался бездетным, так что титул и владения перешли к двоюродному брату Эдуарда Фрэнсису Расселу.